# Universidade da Paz
Universidade da Paz (UNPAZ) – wschodniotimorski uniwersytet prywatny. Jest jedną spośród trzech tego rodzaju uczelni w kraju.
Uczelnia została założona w 2004 roku. Główny kampus uniwersytetu znajduje się w stolicy kraju – Dili.